# Kup velesajamskih gradova
Kup velesajamskih gradova je međunarodno nogometno natjecanje klubova predstavnika europskih država koje je započeto 1955. godine, a posljednje izdanje odigrano je u sezoni 1970./71. Ukinuto je u korist Kupa UEFA (danas Europske lige).

## Povijest
Inicijator je bio Švicarac Thommen, potpredsjednik UEFA-e, koji je 1955. u Baselu okupio predstavnike 10 europskih velesajamskih gradova (Barcelona, Basel, Birmingham, Frankfurt, Kopenhagen, Lausanne, Leipzig, London, Milano i Zagreb) i predložio organizaciju natjecanja gradskih reprezentacija. 
Prvo izdanje zamišljeno je kao dvogodišnje natjecanje ali se protegnulo na tri godine. I sljedeća dva izdanja, 1958./60. i 1960./61., održana su kao natjecanja gradskih vrsta, a od sezone 1961./62. postaje jednosezonsko klupsko natjecanje u koje je svaki član UEFA-e imao pravo poslati do tri sudionika. Broj sudionika, konkurencija i ugled stalno su rasli. Od sezone 1971./72. UEFA mijenja određena pravila natjecanja i osniva Kup UEFA, te uvrštava natjecanje pod okrilje UEFA-e. Također treba navesti da UEFA ne priznaje Kup Velesajamskih gradova kao UEFA-ino natjecanje, stoga trofeji iz tog natjecanja se ne ubrajaju u registar trofeja natjecanja pod UEFA-inom organizacijom. Zagrebački Dinamo bio je pobjednik natjecanja 1967. godine svladavši u završnici Leeds i drugi 1963. izgubivši u završnici od Valencije.

## Pobjednici
| Sezona        | Klub             |
| ------------- | ---------------- |
| 1955. – 1958. | Barcelona        |
| 1958. – 1960. | Barcelona        |
| 1960./61.     | A.S. Roma        |
| 1961./62.     | Valencia         |
| 1962./63.     | Valencia         |
| 1963./64.     | Real Zaragoza    |
| 1964./65.     | Ferencvárosi TC  |
| 1965./66.     | Barcelona        |
| 1966./67.     | Dinamo           |
| 1967./68.     | Leeds United     |
| 1968./69.     | Newcastle United |
| 1969./70.     | Arsenal          |
| 1970./71.     | Leeds United     |